# 斑蠡〜MADARA〜
『斑蠡〜MADARA〜』（まだら）は、日本のバンド、ガゼットの通算5作目のアルバム、5枚目のミニアルバム。
本来はリードトラックの「貴女ノ為ノ此ノ命」のPVのみ作成の予定であったが、所属事務所の社長の意向でアルバム内全曲のPVが作成されている。

## 収録曲
1. MAD MARBLE HELL VISION
（作詞：流鬼. 作曲：大日本異端芸者の皆様）
2. 飼育れた春、変われぬ春
（作詞：流鬼. 作曲：大日本異端芸者の皆様）
3. Ruder
（作詞：流鬼. 作曲：大日本異端芸者の皆様）
4. No.[666]
（作詞：流鬼. 作曲：大日本異端芸者の皆様）
5. 菫
（作詞：流鬼. 作曲：大日本異端芸者の皆様）
初回限定盤のみ収録。
6. 貴女ノ為ノ此ノ命。
（作詞：流鬼. 作曲：大日本異端芸者の皆様）